# Gianni Vattimo
Gianteresio "Gianni" Vattimo (Turim, 4 de janeiro de 1936 – 19 de setembro de 2023) foi um filósofo e político italiano, um dos expoentes do pós-modernismo europeu.

## Biografia
Discípulo de Luigi Pareyson, graduou-se em Filosofia, na cidade de Turim, em 1959. Especializou-se em Heidelberg, Alemanha, com Karl Löwith e Hans-Georg Gadamer, cujo pensamento introduziu na Itália. Em 1964, tornou-se professor de Estética na Universidade de Turim e, a partir de 1982, de Filosofia Teorética. Ensinou, na condição de professor visitante, em vários universidades dos Estados Unidos.
Na década de 1950, trabalhou em programas culturais da RAI. É diretor da Rivista di estetica, membro de comissões científicas de vários periódicos italianos e estrangeiros e sócio-correspondente da Academia de Ciência de Turim.
Escreveu para o semanário L'Espresso, para o diário La Repubblica e sobretudo para La Stampa, onde produz editoriais com reflexões críticas sobre política e cultura.
Recebeu o título de Doutor Honoris Causa das Universidades de La Plata, Palermo e Madrid.
Vattimo morreu em 19 de setembro de 2023, aos 87 anos.

## Trajetória intelectual
Vattimo se ocupou da ontologia hermenêutica contemporânea, acentuando sua ligação com o niilismo - entendido como enfraquecimento das categorias ontológicas. Assim, contrapõe o pensamento fraco, uma forma particular de niilismo, às diversas formas de pensamento forte, isto é, aquelas baseadas na revelação cristã, no marxismo e outros sistemas ideológicos.
Segundo Vattimo, a partir das filosofias de Nietzsche e principalmente de Heidegger, instaura-se uma crise irreversível nas bases cartesianas e racionalistas do pensamento moderno.
Propõe uma filosofia baseada no enfraquecimento do ser como chave de leitura da pós-modernidade, e numa "apologia do niilismo" de cunho nietzschiano visando  a uma progressiva redução da violência que se concretizaria nos ideais de pluralismo e tolerância, como impulso à emancipação humana e à superação das diferenças sociais.
Sua proposta filosófica é uma resposta à crise das grandes correntes filosóficas dos séculos XIX e XX: o hegelianismo com sua dialética, o marxismo, a fenomenologia, a psicanálise, o estruturalismo.
O pensamento fraco é uma atitude pós-moderna que aceita o peso do "erro", ou seja, do efêmero de tudo o que é histórico e humano. É a noção de verdade que se deve adequar à dimensão humana, e não vice-versa. Assim, a verdade é criação, jogo, retórica.
Em suas obras mais recentes, como Acreditar em acreditar, reivindica para o seu próprio pensamento a qualidade de autêntica filosofia cristã da pós-modernidade. Valendo-se da visão cristã do mestre Pareyson e do teólogo Sergio Quinzio, recusa a identificação de Deus com o ser racional, tal como concebido pela tradição filosófica ocidental.
Em 2004 abandonou o partido dos Democratici di Sinistra  (Democratas de Esquerda) e abraçou o marxismo, reavaliando positivamente a autenticidade e validade dos princípios do projeto marxista e prognosticando um "retorno" ao pensamento do filósofo de Trier e a um comunismo depurado dos desenvolvimentos das equivocadas políticas públicas soviéticas, a serem superados dialeticamente. Vattimo falou de um "Marx enfraquecido" ou de uma base ideológica capaz de ilustrar a verdadeira natureza do comunismo e apta, na prática política, a superar qualquer pudor liberal. A chegada ao marxismo se configura portanto como uma etapa do desenvolvimento do pensamento fraco, enriquecido na práxis de uma perspectiva política concreta.

## Atividade política
Exerceu atividade política em diversas linhas: primeiro, no Partido Radical; depois, na Alleanza per Torino ("Aliança por Turim") e, na sequência, nos Democratici di Sinistra , partido ligado à tradição político-cultural do Partido Comunista Italiano e ligado à social-democracia, pelo qual Vattimo foi eleito para o Parlamento Europeu. Abandona o partido em 2004.
Integrou o PdCI - Partido dei Comunisti Italiani ("Partido dos Comunistas Italianos"), cuja proposta é a de retomar o comunismo, na sua variante italiana, conforme elaborada por Antonio Gramsci, Palmiro Togliatti, Luigi Longo e Enrico Berlinguer.
Em 2005, Vattimo candidatou-se a Prefeito de uma pequena cidade calabresa, San Giovanni in Fiore, para combater a "degeneração intelectual" que afligia o país. Encabeçava o movimento "Vattimo pela cidade", contraposto aos dois grupos tradicionais, mas sobretudo em polêmica com a esquerda florentina. Recebeu 11% dos votos, sendo eleito conselheiro comunal e provocando, em consequência, a realização de segundo turno, finalmente vencido pelo candidato centro-esquerdista. Depois dessa experiência, Vattimo provocou um forte impulso político e cultural na Calábria, de onde é originário.
Vattimo foi até hoje o único parlamentar italiano a declarar-se homossexual.
Na juventude, aderiu à Ação Católica. Posteriormente abandonou o Catolicismo e aproximou-se da Igreja Evangélica Valdense.

## Selecção de obras em italiano

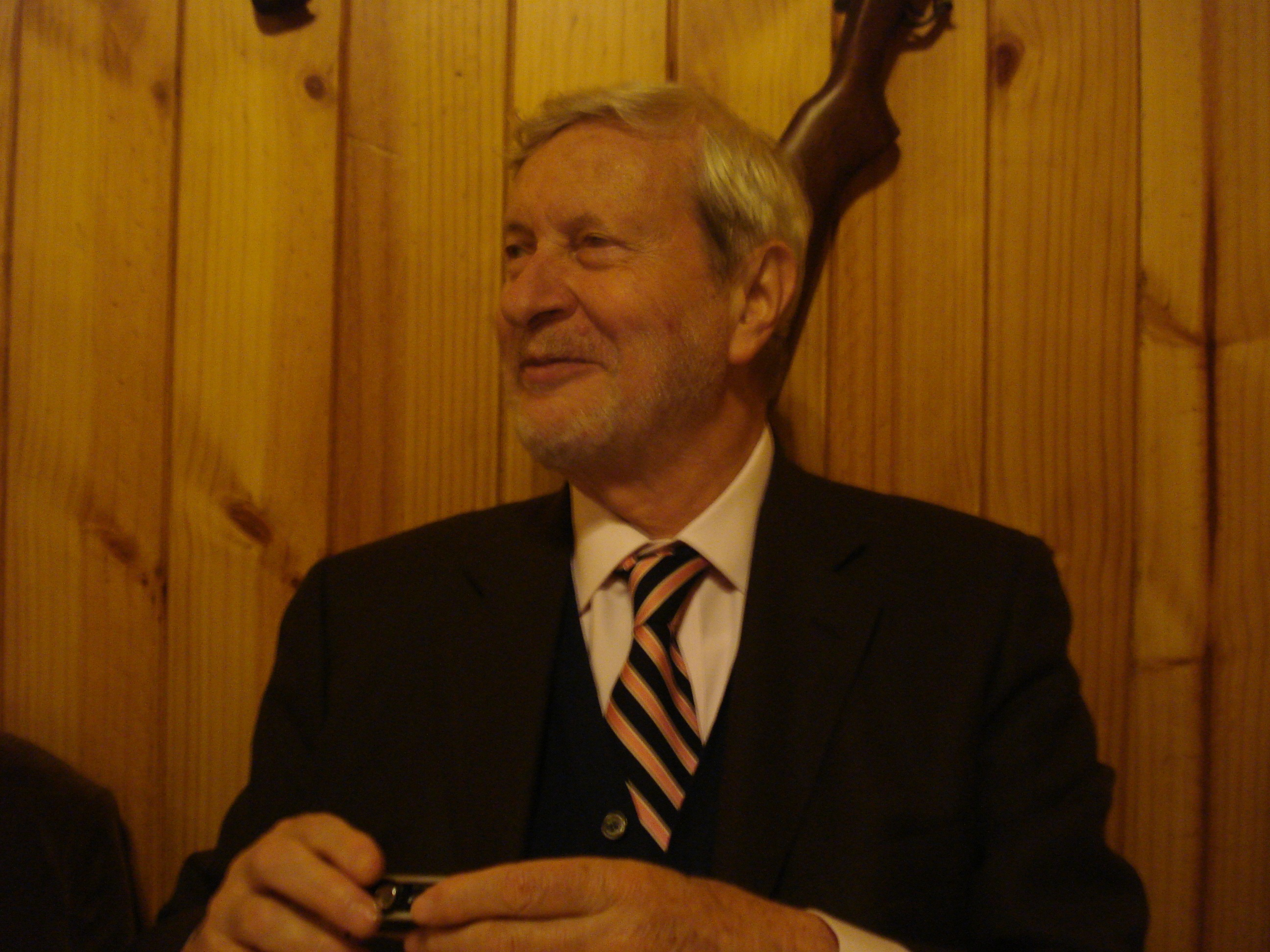
Vattimo em Lima, Peru em 2010

- Il concetto di fare in Aristotele, Giappichelli, Torino, 1961
- Essere, storia e linguaggio in Heidegger, Filosofia, Torino, 1963
- Ipotesi su Nietzsche, Giappichelli, Torino, 1967
- Poesia e ontologia, Mursia, Milano 1968
- Schleiermacher, filosofo dell'interpretazione, Mursia, Milano, 1968
- Introduzione ad Heidegger, Laterza, Roma-Bari, 1971
- Il soggetto e la maschera, Bompiani, Milano, 1974
- Le avventure della differenza, Garzanti, Milano, 1980
- Al di là del soggetto, Feltrinelli, Milano, 1981
- Il pensiero debole, Feltrinelli, Milano, 1983 (a cura di G. Vattimo e P. A. Rovatti)
- La fine della modernità, Garzanti, Milano, 1985
- Introduzione a Nietzsche, Laterza, Roma-Bari, 1985
- La società trasparente, Garzanti, Milano, 1989
- Etica dell'interpretazione, Rosenberg & Sellier, Torino, 1989
- Filosofia al presente, Garzanti, Milano, 1990
- Oltre l'interpretazione, Laterza, Roma-Bari, 1994
- Credere di credere, Garzanti, Milano, 1996
- Vocazione e responsabilità del filosofo, Il Melangolo, Genova, 2000
- Dialogo con Nietzsche. Saggi 1961-2000, Garzanti, Milano, 2001
- Tecnica ed esistenza. Una mappa filosofica del Novecento, Bruno Mondadori, Milano, 2002
- Dopo la cristianità. Per un cristianesimo non religioso, Garzanti, Milano, 2002
- Nichilismo ed emancipazione. Etica, politica e diritto, a cura di S. Zabala, Garzanti, Milano, 2003
- Il socialismo ossia l'Europa, Trauben, 2004
- Il Futuro della Religione, con Richard Rorty. A cura di S. Zabala, Garzanti, Milano, 2005
- Verità o fede debole? Dialogo su cristianesimo e relativismo, con René Girard. A cura di P. Antonello, Transeuropa Edizioni, Massa, 2006
- Non essere Dio. Un'autobiografia a quattro mani, con Piergiorgio Paterlini, Aliberti editore, Reggio Emilia, 2006
- Ecce comu. Come si ri-diventa ciò che si era, Fazi, Roma, 2007
- Addio alla Verità, Meltemi, 2009
- Introduzione all'estetica, Edizioni ETS, Pisa 2010.

## Publicações
- A Sociedade Transparente (1989);
- A Tentação do Realismo
- Depois da Cristandade
- Introdução a Heidegger
- O Futuro da Religião (dividindo autoria com Richard Rorty)
- Diálogo com Nietzsche